# Песся
Пе́сся (Плі́ща) — річка в Українських Карпатах, у межах Міжгірського району Закарпатської області, ліва притока р. Озерянка (басейн Тереблі).

## Опис
Довжина 10 км, площа басейну 31,9 км². Похил річки 44 м/км. Річка типово гірська. Долина вузька і глибока, повністю заліснена. Заплава здебільшого відсутня. Річище слабозвивисте.

## Розташування
Песся бере початок при західних схилах хребта Передня (масив Привододільні Ґорґани). Річка тече спершу на північ, далі — на північний захід, у пониззі — на захід. Впадає до Озерянки на північний схід від села Синевир.
У Словнику гідронімів україни зазначена як лівий витік Чорної Ріки, що впадає в оз. Озеро, звідки витікає р. Озерянка.
Басейн річки розташований у межах Національного природного парку «Синевир». Над річкою немає жодних населених пунктів.